# 6 Horas de Fuji 2016
Las 6 Horas de Fuji 2016 fue un evento de carreras deportivas de resistencia celebrado en el Fuji Speedway, Oyama, Japón los días 14 a 16 de octubre de 2016, y sirvió como la séptima carrera del Campeonato Mundial de Resistencia 2016. Stéphane Sarrazin, Mike Conway y Kamui Kobayashi de Toyota ganaron la carrera conduciendo el coche de carreras N.º 6 del Toyota Gazoo Racing.

## Clasificación
Los ganadores de las poles en cada clase están marcados en negrita.
| Pos. | Clase     | Equipo                           | Tiempo   | Grilla |
| ---- | --------- | -------------------------------- | -------- | ------ |
| 1    | LMP1      | N.º 8 Audi Sport Team Joest      | 1:23.570 | 1      |
| 2    | LMP1      | N.º 1 Porsche Team               | 1:23.595 | 2      |
| 3    | LMP1      | N.º 5 Toyota Gazoo Racing        | 1:23.739 | 3      |
| 4    | LMP1      | N.º 6 Toyota Gazoo Racing        | 1:23.781 | 4      |
| 5    | LMP1      | N.º 7 Audi Sport Team Joest      | 1:23.856 | 5      |
| 6    | LMP1      | N.º 2 Porsche Team               | 1:24.134 | 6      |
| 7    | LMP1      | N.º 13 Rebellion Racing          | 1:28.837 | 7      |
| 8    | LMP1      | N.º 4 ByKolles Racing            | 1:29.827 | 8      |
| 9    | LMP2      | N.º 26 G-Drive Racing            | 1:31.698 | 9      |
| 10   | LMP2      | N.º 36 Signatech Alpine          | 1:31.919 | 10     |
| 11   | LMP2      | N.º 30 Extreme Speed Motorsports | 1:31.945 | 11     |
| 12   | LMP2      | N.º 42 Strakka Racing            | 1:32.007 | 12     |
| 13   | LMP2      | N.º 43 RGR Sport by Morand       | 1:32.128 | 13     |
| 14   | LMP2      | N.º 44 Manor                     | 1:32.214 | 14     |
| 15   | LMP2      | N.º 45 Manor                     | 1:32.536 | 15     |
| 16   | LMP2      | N.º 31 Extreme Speed Motorsports | 1:32.932 | 16     |
| 17   | LMP2      | N.º 37 SMP Racing                | 1:33.046 | 17     |
| 18   | LMP2      | N.º 27 SMP Racing                | 1:33.133 | 18     |
| 19   | LMP2      | N.º 35 Baxi DC Racing Alpine     | 1:33.472 | 19     |
| 20   | LMGTE-Pro | N.º 66 Ford Chip Ganassi Team UK | 1:37.681 | 20     |
| 21   | LMGTE-Pro | N.º 67 Ford Chip Ganassi Team UK | 1:37.725 | 21     |
| 22   | LMGTE-Pro | N.º 71 AF Corse                  | 1:38.010 | 22     |
| 23   | LMGTE-Pro | N.º 51 AF Corse                  | 1:38.103 | 23     |
| 24   | LMGTE-Pro | N.º 95 Aston Martin Racing       | 1:38.175 | 24     |
| 25   | LMGTE-Pro | N.º 97 Aston Martin Racing       | 1:38.442 | 25     |
| 26   | LMGTE-Pro | N.º 77 Dempsey-Proton Racing     | 1:38.910 | 26     |
| 27   | LMGTE-Am  | N.º 98 Aston Martin Racing       | 1:39.490 | 27     |
| 28   | LMGTE-Am  | N.º 83 AF Corse                  | 1:39.863 | 28     |
| 29   | LMGTE-Am  | N.º 50 Larbre Compétition        | 1:39.956 | 29     |
| 30   | LMGTE-Am  | N.º 88 Abu Dhabi-Proton Racing   | 1:40.587 | 30     |
| 31   | LMGTE-Am  | N.º 78 KCMG                      | 1:40.834 | 31     |
| 32   | LMGTE-Am  | N.º 86 Gulf Racing               | 1:41.734 | 32     |

## Carrera
Resultados por clase
| Pos. general | Pos. clase | Clase     | N.° | Escudería                 | Pilotos                                                 | Automóvil                 | Vueltas | Tiempo/Retirado | Campeonato | Campeonato |
| Pos. general | Pos. clase | Clase     | N.° | Escudería                 | Pilotos                                                 | Automóvil                 | Vueltas | Tiempo/Retirado | Pos.       | Puntos     |
| LMP          | LMP        | LMP       | LMP | LMP                       | LMP                                                     | LMP                       | LMP     | LMP             | LMP        | LMP        |
| ------------ | ---------- | --------- | --- | ------------------------- | ------------------------------------------------------- | ------------------------- | ------- | --------------- | ---------- | ---------- |
| 1            | 1          | LMP1      | 6   | Toyota Gazoo Racing       | Stéphane Sarrazin Mike Conway Kamui Kobayashi           | Toyota TS050 Hybrid       | 244     | 6:00:37.284     | 1          | 25         |
| 2            | 2          | LMP1      | 8   | Audi Sport Team Joest     | Lucas Di Grassi Loïc Duval Oliver Jarvis                | Audi R18                  | 244     | +1.439          | 2          | 18         |
| 3            | 3          | LMP1      | 1   | Porsche Team              | Timo Bernhard Mark Webber Brendon Hartley               | Porsche 919 Hybrid        | 244     | +17.339         | 3          | 15         |
| 4            | 4          | LMP1      | 5   | Toyota Gazoo Racing       | Anthony Davidson Sébastien Buemi Kazuki Nakajima        | Toyota TS050 Hybrid       | 244     | +53.779         | 4          | 12         |
| 5            | 5          | LMP1      | 2   | Porsche Team              | Romain Dumas Neel Jani Marc Lieb                        | Porsche 919 Hybrid        | 243     | +1 vuelta       | 5          | 10         |
| 6            | 6          | LMP1      | 13  | Rebellion Racing          | Mathéo Tuscher Dominik Kraihamer Alexandre Imperatori   | Rebellion R-One-AER       | 229     | +15 vueltas     | 6          | 8          |
| 7            | 1          | LMP2      | 26  | G-Drive Racing            | Roman Rusinov Alex Brundle Will Stevens                 | Oreca 05-Nissan           | 223     | +21 vueltas     | 7          | 6          |
| 8            | 2          | LMP2      | 43  | RGR Sport by Morand       | Ricardo González Filipe Albuquerque Bruno Senna         | Ligier JS P2-Nissan       | 223     | +21 vueltas     | 8          | 4          |
| 9            | 3          | LMP2      | 36  | Signatech Alpine          | Gustavo Menezes Nicolas Lapierre Stéphane Richelmi      | Alpine A460-Nissan        | 223     | +21 vueltas     | 9          | 2          |
| 10           | 4          | LMP2      | 30  | Extreme Speed Motorsports | Antonio Giovinazzi Giedo van der Garde Sean Gelael      | Ligier JS P2-Nissan       | 223     | +21 vueltas     | 10         | 1          |
| 11           | 5          | LMP2      | 31  | Extreme Speed Motorsports | Ryan Dalziel Pipo Derani Chris Cumming                  | Ligier JS P2-Nissan       | 222     | +22 vueltas     | 11         | 0.5        |
| 12           | 6          | LMP2      | 42  | Strakka Racing            | Jonny Kane Lewis Williamson                             | Gibson 015S-Nissan        | 222     | +22 vueltas     | 12         | 0.5        |
| 13           | 7          | LMP2      | 44  | Manor                     | Matt Rao Richard Bradley Roberto Merhi                  | Oreca 05-Nissan           | 222     | +22 vueltas     | 13         | 0.5        |
| 14           | 8          | LMP2      | 27  | SMP Racing                | Nicolas Minassian Maurizio Mediani Mikhail Aleshin      | BR01-Nissan               | 222     | +22 vueltas     | 14         | 0.5        |
| 15           | 9          | LMP2      | 35  | Baxi DC Racing Alpine     | David Cheng Ho-Pin Tung Paul-Loup Chatin                | Alpine A460-Nissan        | 221     | +23 vueltas     | 15         | 0.5        |
| 16           | 10         | LMP2      | 37  | SMP Racing                | Vitaly Petrov Kirill Ladygin Viktor Shaytar             | BR01-Nissan               | 220     | +24 vueltas     | 16         | 0.5        |
| 29           | 11         | LMP2      | 45  | Manor                     | Tor Graves Alex Lynn Shinji Nakano                      | Oreca 05-Nissan           | 190     | +54 vueltas     | 17         | 0.5        |
| Ret          | Ret        | LMP1      | 4   | ByKolles Racing Team      | Simon Trummer Oliver Webb Pierre Kaffer                 | CLM P1/01-AER             | 79      | Retirado        | Ret        | Ret        |
| Ret          | Ret        | LMP1      | 7   | Audi Sport Team Joest     | Marcel Fässler André Lotterer Benoît Tréluyer           | Audi R18                  | 36      | Retirado        | Ret        | Ret        |
| LMP2         |            |           |     |                           |                                                         |                           |         |                 |            |            |
| 7            | 1          | LMP2      | 26  | G-Drive Racing            | Roman Rusinov Alex Brundle Will Stevens                 | Oreca 05-Nissan           | 223     | 6:00:54.127     | 1          | 25         |
| 8            | 2          | LMP2      | 43  | RGR Sport by Morand       | Ricardo González Filipe Albuquerque Bruno Senna         | Ligier JS P2-Nissan       | 223     | +1.398          | 2          | 18         |
| 9            | 3          | LMP2      | 36  | Signatech Alpine          | Gustavo Menezes Nicolas Lapierre Stéphane Richelmi      | Alpine A460-Nissan        | 223     | +27.623         | 3          | 15         |
| 10           | 4          | LMP2      | 30  | Extreme Speed Motorsports | Antonio Giovinazzi Giedo van der Garde Sean Gelael      | Ligier JS P2-Nissan       | 223     | +51.316         | 4          | 12         |
| 11           | 5          | LMP2      | 31  | Extreme Speed Motorsports | Ryan Dalziel Pipo Derani Chris Cumming                  | Ligier JS P2-Nissan       | 222     | +1 vuelta       | 5          | 10         |
| 12           | 6          | LMP2      | 42  | Strakka Racing            | Jonny Kane Lewis Williamson                             | Gibson 015S-Nissan        | 222     | +1 vuelta       | 6          | 8          |
| 13           | 7          | LMP2      | 44  | Manor                     | Matt Rao Richard Bradley Roberto Merhi                  | Oreca 05-Nissan           | 222     | +1 vuelta       | 7          | 6          |
| 14           | 8          | LMP2      | 27  | SMP Racing                | Nicolas Minassian Maurizio Mediani Mikhail Aleshin      | BR01-Nissan               | 222     | +1 vuelta       | 8          | 4          |
| 15           | 9          | LMP2      | 35  | Baxi DC Racing Alpine     | David Cheng Ho-Pin Tung Paul-Loup Chatin                | Alpine A460-Nissan        | 221     | +2 vueltas      | 9          | 2          |
| 16           | 10         | LMP2      | 37  | SMP Racing                | Vitaly Petrov Kirill Ladygin Viktor Shaytar             | BR01-Nissan               | 220     | +3 vueltas      | 10         | 1          |
| 29           | 11         | LMP2      | 45  | Manor                     | Tor Graves Alex Lynn Shinji Nakano                      | Oreca 05-Nissan           | 190     | +33 vueltas     | 11         | 0.5        |
| LMGTE        |            |           |     |                           |                                                         |                           |         |                 |            |            |
| Pos. general | Pos. clase | Clase     | N.° | Escudería                 | Pilotos                                                 | Automóvil                 | Vueltas | Tiempo/Retirado | Campeonato | Campeonato |
| Pos. general | Pos. clase | Clase     | N.° | Escudería                 | Pilotos                                                 | Automóvil                 | Vueltas | Tiempo/Retirado | Pos.       | Puntos     |
| 17           | 1          | LMGTE Pro | 67  | Ford Chip Ganassi Team UK | Andy Priaulx Harry Tincknell                            | Ford GT                   | 212     | 6:00:54.068     | 1          | 25         |
| 18           | 2          | LMGTE Pro | 66  | Ford Chip Ganassi Team UK | Stefan Mücke Olivier Pla                                | Ford GT                   | 212     | +15.506         | 2          | 18         |
| 19           | 3          | LMGTE Pro | 51  | AF Corse                  | Gianmaria Bruni James Calado                            | Ferrari 488 GTE           | 212     | +41.140         | 3          | 15         |
| 20           | 4          | LMGTE Pro | 71  | AF Corse                  | Davide Rigon Sam Bird                                   | Ferrari 488 GTE           | 212     | +49.275         | 4          | 12         |
| 21           | 5          | LMGTE Pro | 95  | Aston Martin Racing       | Nicki Thiim Marco Sørensen                              | Aston Martin Vantage V8   | 211     | +1 vuelta       | 5          | 10         |
| 22           | 6          | LMGTE Pro | 97  | Aston Martin Racing       | Richie Stanaway Darren Turner                           | Aston Martin Vantage V8   | 211     | +1 vuelta       | 6          | 8          |
| 23           | 7          | LMGTE Pro | 77  | Dempsey-Proton Racing     | Richard Lietz Michael Christensen                       | Porsche 911 RSR (2016)    | 210     | +2 vueltas      | 7          | 6          |
| 24           | 1          | LMGTE Am  | 98  | Aston Martin Racing       | Paul Dalla Lana Pedro Lamy Mathias Lauda                | Aston Martin Vantage V8   | 208     | +4 vueltas      | 8          | 4          |
| 25           | 2          | LMGTE Am  | 83  | AF Corse                  | François Perrodo Emmanuel Collard Rui Águas             | Ferrari F458 Italia       | 207     | +5 vueltas      | 9          | 2          |
| 26           | 3          | LMGTE Am  | 78  | KCMG                      | Christian Ried Wolf Henzler Joël Camathias              | Porsche 911 RSR           | 206     | +6 vueltas      | 10         | 1          |
| 27           | 4          | LMGTE Am  | 86  | Gulf Racing               | Michael Wainwright Adam Carroll Ben Barker              | Porsche 911 RSR           | 205     | +7 vueltas      | 11         | 0.5        |
| 28           | 5          | LMGTE Am  | 88  | Abu Dhabi-Proton Racing   | Khaled Al Qubaisi David Heinemeier Hansson Patrick Long | Porsche 911 RSR           | 200     | +12 vueltas     | 12         | 0.5        |
| 30           | 6          | LMGTE Am  | 50  | Larbre Compétition        | Yutaka Yamagishi Pierre Ragues Ricky Taylor             | Chevrolet Corvette C7-Z06 | 147     | +65 vueltas     | 13         | 0.5        |
| LMGTE Am     |            |           |     |                           |                                                         |                           |         |                 |            |            |
| 24           | 1          | LMGTE Am  | 98  | Aston Martin Racing       | Paul Dalla Lana Pedro Lamy Mathias Lauda                | Aston Martin Vantage V8   | 208     | 6:00:52.206     | 1          | 25         |
| 25           | 2          | LMGTE Am  | 83  | AF Corse                  | François Perrodo Emmanuel Collard Rui Águas             | Ferrari F458 Italia       | 207     | +1 vuelta       | 2          | 18         |
| 26           | 3          | LMGTE Am  | 78  | KCMG                      | Christian Ried Wolf Henzler Joël Camathias              | Porsche 911 RSR           | 206     | +2 vueltas      | 3          | 15         |
| 27           | 4          | LMGTE Am  | 86  | Gulf Racing               | Michael Wainwright Adam Carroll Ben Barker              | Porsche 911 RSR           | 205     | +3 vueltas      | 4          | 12         |
| 28           | 5          | LMGTE Am  | 88  | Abu Dhabi-Proton Racing   | Khaled Al Qubaisi David Heinemeier Hansson Patrick Long | Porsche 911 RSR           | 200     | +8 vueltas      | 5          | 10         |
| 30           | 6          | LMGTE Am  | 50  | Larbre Compétition        | Yutaka Yamagishi Pierre Ragues Ricky Taylor             | Chevrolet Corvette C7-Z06 | 147     | +61 vueltas     | 6          | 8          |

Fuentes: FIA WEC.